# Unternehmensvertrag
Unternehmensverträge sind nach der Legaldefinition des § 291 Abs. 1 AktG als Verträge definiert, durch die eine inländische Aktiengesellschaft oder Kommanditgesellschaft auf Aktien (Organgesellschaft) mit einer in- oder ausländischen Gesellschaft mit beliebiger Rechtsform (Organträger) die Leitung ihrer Gesellschaft dem Organträger unterstellt (Beherrschungsvertrag) oder sich verpflichtet, ihren ganzen Gewinn an den Organträger abzuführen (Gewinnabführungsvertrag). 

## Allgemeines
Charakteristikum des Unternehmensvertrages ist die Leitungsmacht, denn das herrschende Unternehmen trifft Entscheidungen in mindestens einem der betrieblichen Funktionsbereiche (Beschaffung, Produktion, Finanzierung, Organisation, Verwaltung, Absatz) und setzt diese – notfalls gegen den Willen des beherrschten Unternehmens – auch durch. Leitungsmacht ist mithin die Möglichkeit der aktiven Einflussnahme auf die Geschäftstätigkeit des beherrschten Unternehmens. Die eigenverantwortliche Leitung des Vorstands der beherrschten Gesellschaft (§ 73 AktG) wird durch eine fremdbestimmte Leitung des herrschenden Unternehmens ersetzt (§ 308 Abs. 1 AktG).

## Weitere Arten
Zu den Unternehmensverträgen gehören neben dem Beherrschungs- und Gewinnabführungsvertrag folgende Verträge von Aktiengesellschaften oder Kommanditgesellschaft auf Aktien:
- Gewinngemeinschaftsvertrag,
- Teilgewinnabführungsvertrag,
- Betriebspachtvertrag und der
- Betriebsüberlassungsvertrag
- Eingliederungsvertrag.

Nach herrschender Meinung werden auch Betriebsführungsverträge zu den Unternehmensverträgen gezählt.

## Rechtsfolgen
Derartige Unternehmensverträge führen unwiderlegbar zu einem so genannten (Vertrags-)Konzern zwischen den vertragschließenden verbundenen Unternehmen (§ 18 Abs. 1 Satz 2 AktG) in Form eines Unterordnungskonzerns. Das die Leitungsmacht ausübende Unternehmen heißt dann Mutterunternehmen, das sich unterwerfende Unternehmen entsprechend Tochterunternehmen. Zumeist wird jedoch auch dem Vertragskonzern ein so genannter faktischer Konzern durch Beteiligungsmehrheit zugrunde liegen. 